# 小森英夫
小森 英夫（こもり ひでお、1913年8月19日 - 1996年9月9日）は、日本の経営者。同和鉱業社長を務めた。新潟県新潟市出身。

## 経歴・人物
1934年に横浜商業専門学校を卒業し、1946年2月に同和鉱業に入社。1962年11月に取締役に就任し、1966年5月に常務を経て、1973年5月に副社長に就任し、1977年6月には社長に昇格。1981年6月には会長を経て、1987年6月には相談役に退いた。
1975年10月に藍綬褒章を受章し、1984年11月に勲二等旭日重光章を受章。
1996年9月9日急性心不全のために死去。83歳没。